# Phascolosoma
Phascolosoma is een geslacht in de taxonomische indeling van de Sipuncula (Pindawormen).
Het geslacht behoort tot de familie Phascolosomatidae. Phascolosoma werd in 1828 beschreven door Leuckart.

## Soorten
Phascolosoma omvat de volgende soorten:
- Phascolosoma (Fisherana) capitatum
- Phascolosoma (Fisherana) lobostomum
- Phascolosoma (Phascolosoma) agassizii
- Phascolosoma (Phascolosoma) albolineatum
- Phascolosoma (Phascolosoma) annulatum
- Phascolosoma (Phascolosoma) arcuatum
- Phascolosoma (Phascolosoma) glabrum
- Phascolosoma (Phascolosoma) granulatum
- Phascolosoma (Phascolosoma) maculatum
- Phascolosoma (Phascolosoma) meteori
- Phascolosoma (Phascolosoma) nigrescens
- Phascolosoma (Phascolosoma) noduliferum
- Phascolosoma (Phascolosoma) pacificum
- Phascolosoma (Phascolosoma) parvum
- Phascolosoma (Phascolosoma) perlucens
- Phascolosoma (Phascolosoma) saprophagicum
- Phascolosoma (Phascolosoma) scolops
- Phascolosoma (Phascolosoma) sinense
- Phascolosoma (Phascolosoma) stephensoni
- Phascolosoma (Phascolosoma) turnerae